# Chasetown FC
Chasetown FC är en engelsk fotbollsklubb i Chasetown, grundad 1954. Hemmamatcherna spelas på The Scholars. Klubbens smeknamn är likaså The Scholars. Klubben spelar i Northern Premier League Division One South East.